# Wake Me Up When September Ends
„Wake Me Up When September Ends“ (в превод: „Събуди ме, когато свърши септември“) е песен на американската алтернатив рок група Green Day, издаден на 13 юни 2005 като четвърти сингъл от седмия студиен албум на групата American Idiot (2004). Песента е написана от фронтмена Били Джо Армстронг във връзка със смъртта на баща му, който почива през септември 1982 година, когато Били е на 10 години. В интервю през 2005 година Армстронг казва, че това е най-автобиографичната песен, която е писал, и я възприема като форма на терапия, но е и много трудна за изпълняване.
Песента става хит сингъл, достигайки до шеста позиция в Billboard Hot 100. Влиза и в челната десетка на синглите във Великобритания, Белгия, Нова Зеландия и оглавява класациите в Чехия. В САЩ песента добива символно значение след урагана Катрина, след като е посветен на жертвите от природното бедствие, а също така се смята за посвещение и на жертвите от атентатите на 11 септември 2001 г. Песента става четвъртият сингъл от албума, който получава платинен статут от Американската асоциация на звукозаписните продуценти.
Централната тема на песента, а именно темата за загубата, е предадена в клипа посредством историята на млада двойка момче и момиче, разделени от войната в Ирак.
|  | Тази страница частично или изцяло представлява превод на страницата Wake Me Up When September Ends в Уикипедия на английски. Оригиналният текст, както и този превод, са защитени от Лиценза „Криейтив Комънс – Признание – Споделяне на споделеното“, а за съдържание, създадено преди юни 2009 година – от Лиценза за свободна документация на ГНУ. Прегледайте историята на редакциите на оригиналната страница, както и на преводната страница, за да видите списъка на съавторите. ВАЖНО: Този шаблон се отнася единствено до авторските права върху съдържанието на статията. Добавянето му не отменя изискването да се посочват конкретни източници на твърденията, които да бъдат благонадеждни. |